# Eduard Wunder
Eduard Wunder (* 4. Mai 1800 in Wittenberg; † 24. März 1869 in Grimma) war ein deutscher Philologe und von 1843 bis 1866 Rektor der Landes- und Fürstenschule Grimma – er war zeitlich gesehen der 20. Rektor und einer der dienstältesten dieser Schule.

## Herkunft
Eduard war der Sohn des Diakons und späteren Archidiakons an der Wittenberger Stadtkirche Karl Friedrich Wunder (* 20. März 1760 in Plauen; † 20. Dezember 1824 in Wittenberg) und dessen Frau Christiane Friederike Ebert, die Tochter des Wittenberger Mathematikprofessors Johann Jacob Ebert. Gemeinsam wuchs er mit sechs Geschwistern auf.

## Leben
Nach erstem Unterricht seiner Eltern wurde Wunder im Alter von zwölf Jahren Schüler des Wittenberger Lyzeums und erlebte als Kind 1814 die Belagerung und Erstürmung seiner Geburtsstadt durch die Preußen. Am 12. August 1816 bezog er die sächsische Landesschule St. Afra in Meißen, welche er bis zum 16. August 1818 besuchte. Anschließend wechselte Wunder am 29. September 1818 an die Universität Leipzig, wo er die Vorlesungen von Gottfried Hermann, Christian Daniel Beck und Friedrich August Wilhelm Spohn besuchte, um sich philologischen Studien zu widmen. Hier war er auch längere Zeit Mitglied der griechischen Gesellschaft. Am 7. Februar 1823 erwarb er sich in Leipzig die philosophische Magister(Doktor)würde und wurde Ostern 1823 adjunktierter Lehrer der Fürstenschule in Grimma.
Im Laufe der Zeit stieg er in höhere Lehrämter in Grimma auf und erhielt 1826 den Titel des Professors. 1828 wurde Wunder fünfter Professor, 1830 vierter Professor, 1831 dritter Professor und 1842 zweiter Professor. 1843 wurde er erster Professor und damit verbunden Rektor der Einrichtung, deren Geschicke er bis 1866 führte. Er ist somit 43 Jahre an dieser Schule tätig gewesen. Während seines Rektorats führte Wunder viele fortschrittliche Neuerungen in Schule, Internat und Schulleben ein. Er verkörperte in seiner Persönlichkeit das christlich-humanistische Ideal der sächsischen Fürstenschulen. Auch bei den übergeordneten Behörden in der Landeshauptstadt Dresden wurde Wunder geschätzt. Man beauftragte ihn 1847 mit einer Revision sämtlicher Gelehrtenschulen Sachsens und anschließender Berichterstattung. Wunder war Ritter des königlich sächsischen Verdienstordens. Verdienste erwarb sich Wunder bei der Kritik des Marcus Tullius Cicero, von dessen Oratio pro Plancio er eine umfangreichere kritische und exegetische Ausgabe herausbrachte (Leipzig 1830). Besonders fanden seine Arbeiten um Sophokles im In- und Ausland Anklang. 1866 musste Wunder wegen seines schlechten Gesundheitszustands um die Versetzung in den Ruhestand bitten, der ihm unter Verleihung des Komturkreuz II. Klasse des Sächsischen Verdienstordens gewährt wurde. Eine grippale Erkrankung machte ihm zu schaffen. Es trat keine grundsätzliche Besserung mehr ein, so dass Eduard Wunder in der Nacht vom 24. März zum 25. März 1869 in Grimma starb.

## Familie
Wunder hatte sich 1826 mit Antonia Amalia Bär († September 1871 in Grimma), der Tochter des Bürgermeisters in Königstein Friedrich Gotthold Bär (* um 1768; † 8. Mai 1852 in Königstein), verheiratet. Aus der Ehe stammen ein Sohn und zwei Töchter. Der Sohn Hermann Wunder (* 9. August 1829 in Grimma; † 24. April 1905 ebenda) wurde ebenfalls Lehrer in Grimma und war seit dem 7. Oktober 1862 mit Emilie Janette von Wagner (* 6. Juni 1831 in Freiberg; † 18. September 1910 in Grimma) verheiratet. Von den Töchtern kennt man Doris Wunder (* 9. Juli 1834 in Grimma, † 30. März 1908 in Dresden), welche sich am 14. Juni 1864 in Grimma mit dem Freiherrn Johannes Andreas von Wagner (* 5. September 1833 in Freiberg; † 25. Juni 1912 in Dresden) verheiratete.

## Werke (Auswahl)
- Adversaria in Sophoclis Philoctetam. Leipzig 1823 (Online)
- Sophoclis Antigona. Ad optimorum liborum fidem recensuit. Leipzig 1824, Gotha 1831
- Sophoclis Antigona Ajax, ad optimorum librorum fidem recensuit. Leipzig 1824, Gotha 1831
- Sophoclis Antigona Electra, ad optimorum librorum fidem recensuit. Leipzig 1824, Gotha 1831, London 1855 (Online)
- Sophoclis Antigona Oedipus rex, ad optimorum librorum fidem recensuit. Leipzig 1824, Gotha 1831
- Conspectus Metrorum, quibus Sophocles in septem quas habemus tragoedias usus est. Leipzig 1825
- Sophocles Oedipus Coloneus, ad optimorum liborum fidem recensuit. Leipzig 1825
- Sophocles Oedipus Coloneus Philoctetes, ad optimorum liborum fidem recensuit. Leipzig 1825
- Variae Lectiones librorum aliquot M. T. Ciceronis ex Codice Erfurtensi enotatae. Leipzig 1827 (Online)
- M. Tulli Ciceronis Oratio pro Cn. Plancio. Ad optumorum Codicum fidem emendavit et interpretationibus tum aliorum tum auis explanavit. Leipzig 1830
- Ueber Christ. Aug. Lobeck’s neue Ausgabe des sophokleischen Aias. Eine Rescension. Leipzig 1837 (Online)
- De scholiorum in Sophoclis tragoedias auctoritale. Grimma 1838
- Emendationes in Sophoclis Trachinias. Grimma 1840 (Online)
- Miscellanea Sophoclea. Grimma 1843 (Online)
- Zwei Schulreden, gehalten am Stiftungsfeste der Königl. Landesschule zu Grimma. Grimma 1843
- Die schwierigsten Lehren der griechischen Syntax. Grimma 1848 (Online)
- Die Fürstenschulen neben den Gymnasien. 1850
- Die Eigenart der Fürstenschulen. Zeugnisse über die Bedeutung der Fürstenschulen für die Ausbildung und Erziehung der Jugend. Druckfassung des Vortrags von 1850. Herausgegeben vom Verein ehemaliger Fürstenschüler, Dresden 1889
- De Aeschyli Eumenidibus. Grimma 1854
- Uebungsstücke zum Uebersetzen aus dem Deutschen in das Lateinische und in das Griechische und Lateinische: nebst Stoffen zu freien lateinischen Arbeiten in ungebundener und gebundener Rede. 1855
- Christi. Aenotheo Lorenzio Doct. Phil. Professori Ill. apud Grimam Moldani Secundo ... munus Praeceptoris abhinc XXV. annis ... rite susceptum d. XVIII. m. Febr. 1856 pie gratulatur Suo et collegarum nomine Eduard. Wunder, (Insunt) Schedae crit. de locis nonnullis Sophoclis tragoediarum & M. T. Ciceronis orationis Murenianae. Grimma 1856 (Online)